# As Catedrais
As Catedrais este o arie protejată (arie specială de conservare — SAC, sit de importanță comunitară — SCI) din Spania întinsă pe o suprafață de 297,46 ha, din care 7 % marine.

## Localizare
Centrul sitului As Catedrais este situat la coordonatele 43°33′11″N 7°07′21″W / 43.5531°N 7.1226°V.

## Înființare
Situl As Catedrais a fost declarat sit de importanță comunitară în februarie 1999 pentru a proteja 12 specii de animale. Situl a fost protejat și ca arie specială de conservare în martie 2014.

## Biodiversitate
Situată în ecoregiunile atlantică și marină Atlantică, aria protejată conține 19 habitate naturale: Recifuri, Cursuri de apă de la nivel de câmpie la nivel montan, cu vegetație Ranunculion fluitantis și Callitricho-Batrachion, Roci stâncoase cu vegetație pionieră de Sedo-Scleranthion sau Sedo albi-Veronicion dillenii, Liziere de ierburi înalte hidrofile de câmpie și de nivel montan până la alpin, Pseudostepă cu ierburi și specii anuale de Thero-Brachypodietea, Pante stâncoase silicioase cu vegetație casmofită, Terase mlăștinoase și terase nisipoase neacoperite de apă la reflux, Izvoare petrifiante cu formare de travertin (Cratoneurion), Vegetație anuală la limita mareei, Pajiști uscate atlantice de coastă cu Erica vagans, Peșteri marine scufundate complet sau parțial, Fânețe de joasă altitudine (Alopecurus pratensis, Sanguisorba officinalis), Pajiști umede atlantice temperate cu Erica ciliaris și Erica tetralix, Dune de coastă fixe cu vegetație erbacee („dune gri”), Faleze cu vegetație de pe coastele atlantice și baltice, Dune mobile de-a lungul țărmului cu Ammophila arenaria („dune albe”), Dune mobile cu vegetație embrionară, Pajiști uscate europene, Păduri aluvionare cu Alnus glutinosa și Fraxinus excelsior (Alno-Padion, Alnion incanae, Salicion albae).
La baza desemnării sitului se află mai multe specii protejate:
- păsări (7): pietruș (Arenaria interpres), Calidris alba, Calidris maritima, sitar de mal nordic (Limosa lapponica), Phalacrocorax aristotelis, chiră de baltă (Sterna hirundo), chiră de mare (Sterna sandvicensis)
- amfibieni (1): Discoglossus galganoi
- mamifere (4): vidră de râu (Lutra lutra), liliac comun (Myotis myotis), liliacul mare cu potcoavă (Rhinolophus ferrumequinum), liliacul mic cu potcoavă (Rhinolophus hipposideros)

Pe lângă speciile protejate, pe teritoriul sitului au mai fost identificate 1 specie de reptile.